# Helsingborgs skolmuseum
Helsingborgs skolmuseum var ett av två skolmuseer i Helsingborgs kommun. Det andra är Skolmuseet i Välinge. Skolmuseet förvaltades av den ideella föreningen Helsingborgs Skolmuseiförening på uppdrag av Helsingborgs kommun och lades ned år 2023.
Museet grundades 1985 och var inhyst i Helsingborgs första egentliga folkskolebyggnad, Östra skolan från 1866, som är belägen strax norr om Slottsvångsskolan vid Bergaliden i Helsingborg. Museet hade 300 kvadratmeter utställningsyta, som visade folkskoleväsendets utveckling, bland annat genom rekonstruktioner av skolmiljöer, exempelvis klassrum, sysal och träslöjdsal. Det fanns också en skolläkarmottagning. Museet fokuserade sin verksamhet på skolans utveckling i Helsingborg och dess närmaste omgivningar. I museets samlingar ingår bland annat 3 000 fotografier, 2 500 skolplanscher, över 12 000 läroböcker och 3 500 andra föremål från 1800-talet fram till idag. Föremålen kommer till största delen från olika numera nedlagda folkskolor i kommunen, samt nutida skolor ur vilka de olika utbildningsmaterialen tagits ur bruk. Flera av föremålen har även donerats till museet av enskilda medborgare. 
Ett av rummen på museet var reserverat för tillfälliga utställningar, som bland annat burit teman som "Skola förr och nu", "Skolidrott i Helsingborg", "Helsingborg 1866", "Från sandbänk till multimedia",  "Klassrum år 2010", "Från stenålder till Bernadotte", "Bröderna Grimms sagor 200 år", "Två kvinnor och en sångbok", "Helsingborgselever" och "Glasplåtar i undervisningen".
I samband med nedläggningen skänktes samlingarna till Helsingborgs stad och byggnaden tömdes.